# Ectosteorhachis
Ectosteorhachis — це вимерлий рід прісноводних мегаліхтіїдів тетраподоморфів, які населяли сучасну Північну Америку в пермський період (Цизуральська епоха, приблизно 299—272 мільйони років тому). Це єдиний відомий представник підродини Ectosteorhachinae. Викопні рештки відомі з США.
Він містить один вид, E. nitidus від ассельського/сакмарського до кунгурського в Оклахомі та Юті (формації Хеннесі та Катлер). Другий вид, E. ciceronius Cope, 1883 із формації Гарбер в Оклахомі, не має типового зразка і тому є недійсним. Залишки, які попередньо віднесені до Ectosteorhachis, відомі з формації Вашингтон в Огайо.